# Michaela Kalancia
Michaela Olegovna Kalancia (în rusă Михаэла Олеговна Каланча, transliterat: Mihaela Olegovna Kalancea; n. 5 iulie 1994, Chișinău, Republica Moldova) este o sportivă rusă cu descendență moldovenească, concurentă pentru Rusia la înot sincron, participantă la feminin și mixt, în parteneriat cu Aleksandr Malțev⁠(d).

## Cariera
Kalancia a câștigat o medalie de aur la Campionatele Mondiale de natație din 2015 și o medalie de aur la Campionatele Mondiale de natație din 2013, la combinații libere pe echipe.
În 2016 Kalancia a început să concureze și în probele mixte de înot sincron, în parteneriat cu Aleksandr Malțev. La Campionatul European din 2016 au câștigat aurul în probele de combinații libere și respectiv combinații tehnice, iar la Campionatul Mondial de natație din 2017 medalia de aur la proba dublu mixt liber.

## Antrenori
- Tatiana Pokrovskaia (națională);
- Olga Vasilcenko (personal);
- Grigore Maksimov (personal, duet).

## Distincții
- Diplomă de onoare a președintelui Federației Ruse (19 iulie 2013);
- Titlul de maestru emerit al sportului în Federația Rusă (26 decembrie 2016).[5]

## Legături externe
Materiale media legate de Michaela Kalancia la Wikimedia Commons